# Radio Futura
Radio Futura est un groupe de pop rock espagnol. Pendant son existence, il fait partie du mouvement culturel de la Movida dans les années 1980, peu après la mort du dictateur Franco et le début du processus de retour à la démocratie. Il cesse ses activités en 1992.
L'influence de Radio Futura comme précurseur du rock latino et, en général, l'un des groupes de rock les plus importants de l'histoire de la musique espagnole, se ressent depuis sa séparation. Il est considéré comme le meilleur groupe espagnol des années 1980 par plusieurs chaines de radio et magazines spécialisés, et est nommé en 2004 « meilleur groupe espagnol des 25 dernières années » par les auditeurs de Radio Nacional de España (Radio 3). En 2006, à travers un sondage auprès de 156 musiciens, le magazine Rolling Stone inclut sept de ses chansons dans sa liste des 200 meilleures du pop-rock espagnol, seul groupe à avoir atteint ce chiffre.
En 2012, le journaliste et critique musical Jesús Ordovás les a défini comme « le groupe de rock le plus important et le plus influent de l'histoire récente de la musique pop espagnole. » À d'autres occasions, Radio Futura est aussi considéré comme le « point de départ créatif de la Movida. »

## Biographie

### Débuts (1981-1984)

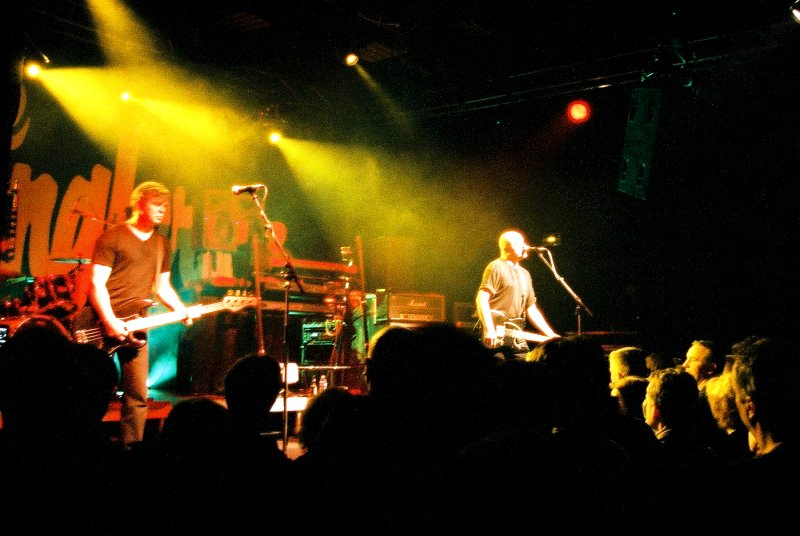
Après un concert télévisé, Santiago collabore avec l'un des groupes qui ont influencé les débuts de Radio Futura, The Stranglers (dans l'image, en 2007).

C'est à partir de 1981 que la formation qui, au fil des années, définira le style de Radio Futura s'établit : les frères Auserón et Enrique Sierra, ainsi que Solrac Velázquez, changent le style musical initial du groupe, s'éloignant de la pop pour adopter le rock. Mêlant voix, guitare, basse et batterie, ils commencent à composer et à répéter de nouvelles chansons. La présentation publique de la nouvelle formation a lieu le 11 mars, dans le hall du Marquee, à Madrid : ils alternent certaines de leurs anciennes chansons avec de nouvelles : ils sonnaient entre autres Nadie, Oscuro affaire, La Secta del mar, et Un africano por la Gran Vía.
Au début de 1982, ils sortent un nouveau single, La Estatua del jardín botánico, comme face B Rompeolas. Le single est produit par Jaime Stinus, et représente le retour de Radio Futura, et est, selon des critiques tels que Juan Puchades, « l'album qui définit le mieux le déclin de la nouvelle vague et l'avènement de La Movida. » Le groupe abandonne les synthétiseurs d'Herminio, à la recherche du son naturel en live de plus en plus commun. Le morceau La Estatua... devient bientôt et définitivement un hymne de ces années. En 2006, il est classé par le magazine Rolling Stone 21e de sa liste des 200 meilleures chansons de pop rock espagnol. « C'était une étincelle d'inspiration, je ne pense que ça ne m'arrivera plus jamais. »
Le clip du morceau est réalisé à Barcelone.
À l'automne 1983, Radio Futura conclut un accord avec le label Ariola pour la sortie de son deuxième album, La Ley del desierto / La Ley del mar, enregistré aux studios Doublewtronics de Madrid, sous la direction de Jesús Gómez entre décembre 1983 et janvier 1984. Il est mixé du 1er au 10 février entre Gómez et le groupe, et publié par la suite, En fait, vue leur mauvaise expérience avec Hispavox, Radio Futura choisit de ne signer aucun contrat (mais finit par signer pour le prochain album), et auto-produit l'album.

### De un país en llamas(1985-1986)
La Ley del desierto / La Ley del mar avait exigé trois ans de préparation. Après l'enregistrement d'une démo en 1985, ils se rendent à Londres avec huit morceaux, qui finissent au nombre de six. Là, l'enregistrement final se termine, avec dix morceaux. Après leur signature définitive avec le label Ariola et la production de Dworniak et Bridgeman, le groupe cherche un style musical plus baroque et plus élaboré, sortant en quelque sorte au style quelque peu naïf, La Ley.
En 1985 sort l'album De un país en llamas, qui comprend des morceaux notables comme El Tonto Simón (en deux versions avec El Viento de África en face B). La Ciudad interior / Un vaso de agua (al enemigo), No tocarte (avec Las Líneas de la mano) et Han caído los dos / En alas de la mentira. Bien que l’album soit à nouveau un best-seller, l’hétérogénéité par rapport aux travaux précédents et les problèmes propres au groupe ont peut-être influencé le fait que la tournée de cette année était un peu plus courte et moins encombrée que la précédente. En mai, ils achèvent les festivités à San Isidro, Madrid.
L'année 1986 débute en trio (Santiago, Luis, Enrique) pour Radio Futura. À cette période, ils tentent de trouver un nouveau batteur qui complèterait davantage la basse et le clavier pour donner de nouvelles textures aux chansons. Ils recrutent Carlos Torero, vingt-deux ans, qu ia déjà collaboré notamment avec Espasmódicos, Ana Curra, Academia Parabüten, La Mode, Inkilinos del 5° Ciudad Jardín, Mercedes Ferrer y La llave, Polanski y el Ardor et Los Coyotes. Son appartenance à ce dernier, un autre groupe pionnier du rock latino, lui permer de se familiariser avec les styles rumberos que le groupe était sur le point de développer. Plus tard, ils sont rejoints par Pedro Navarrete, claviériste de déterminé à jouer du rock.

### La Canción de Juan Perro(1987-1989)
L'activité live du groupe s'arrête en 1986 ; aux studios de RCA-Ariola, avec une « équipe d’enregistrement extraordinaire » des années 1960, Radio Futura se réoriente définitivement « déboguant le son, les arrangements, le nouveau style que nous prétendions avoir sous la main. »
Après avoir enregistré dix morceaux, ils contactent le producteur Joe Dworniak pour enregistrer une démo. À la fin de l'année, ils se rendent à New York pour faire le contraire de ce qu'ils ont fait à Londres : enregistrer un album avec le minimum de technologie possible et toujours avec des sons naturels et classiques. Ce processus dure cinq semaines entre novembre et décembre, et se déroule dans les studios Sigma Sound des Talking Heads, sur la calle 53. Pour présenter les cuivres et les percussions aux musiciens urbains, ils font appel à Daniel Ponce, percussionniste cubain et, pour les instruments à vent, à l'Uptown Horns Crispin Cioe, qui avait travaillé à l’époque avec Tom Waits ou James Brown. Le processus d'enregistrement assiste au perfectionnisme de Dworniak, qui a passé en revue les compás et les interprétations de chaque membre du groupe.
Le groupe revient en Espagne avec un album solide et raffiné, principalement axé sur les rythmes caribéens : la chanson de Juan Perro sera publiée en 1987. Au début de l’année, le single 37 grados sort en avance, en trois versions : en maxi-single, en format vinyle 12 pouces avec A cara o cruz en face B,, et en vinyle 45 tours 7 pouces, avec En un baile de perros.
L'album se vend à 150 000 exemplaires, mais ne compense pas les dépenses effectuées aux studios de New York. De plus, le nouvel album ne convainc pas les critiques. Mais il gagne leur faveur au fil du temps et est actuellement reconnu comme le meilleur du groupe;  en 2010, La canción de Juan Perro est considéré par le magazine Rolling Stone comme le 4e meilleur disque de rock espagnol.
Les influences musicales notables de l’album sont très larges : rumba, salsa (A to y y cruz), blues (A paper man), pop, reggae (La Negra flor), funk, merengue (37 grados), rock et rhythm and blues (En un baile de perros) et même jazz,. Les paroles traitent des thèmes habituels au groupe (les démons intérieurs), ouvrant la voie à des horizons davantage axés sur la sagesse populaire ou même le monde rural.
Durant la meilleure période artistique du groupe, des problèmes internes viennent se greffer. Enrique Sierra, qui souffrait d'une maladie rénale chronique (qui finirait par provoquer sa mort en 2012), connait une crise et quitte le groupe. Il est admis à l'hôpital juste après le premier concert de la tournée de La Cancion... qui a eu lieu à Barcelone. Le groupe est obligé de trouver un remplaçant, testant successivement de nouveaux guitaristes pendant la tournée. Enfin, ils recrutent Javier Monforte.

### Séparation (1990-1992)
Le groupe décide de se séparer au début des années 1990. Cependant, il est obligé de rester ensemble, soumis à ses engagements contractuels avec son label. En 1991, ils s'associent à Kiko Veneno.

## Discographie

### Albums studio
- 1980 : Música moderna (Emi-Hispavox, 1980)[36]
- 1984 : La ley del desierto, la ley del mar (RCA)
- 1985 : De un país en llamas (RCA)
- 1987 : La Canción de Juan Perro (RCA)
- 1989 : Escueladecalor. El directo de Radio Futura (RCA)
- 1990 :Veneno en la piel (RCA)
- 1991 : Tierra para bailar (RCA)
- 1998 : Memoria del porvenir

### Compilations
- 2003 : Caja de canciones (RCA)
- 2004 :Lo Mejor de Radio Futura: Paisajes Eléctricos (1982-1992)
- 2004 :Arde la Calle. Un Tributo a Radio Futura